# Гетто в Томашовке (Брестская область)
Гетто в Томашо́вке (июль 1942 года) — еврейское гетто, место принудительного переселения евреев в посёлке Томашовка Брестского района Брестской области и близлежащих населённых пунктов в процессе преследования и уничтожения евреев во время оккупации территории Белоруссии войсками нацистской Германии в период Второй мировой войны.

## Война и оккупация Томашовки
До начала Второй мировой войны деревня Томашовка находилась в составе Польши, после раздела Польши — включена в состав СССР. В июне 1941 года была захвачена вермахтом и находилась под немецкой оккупацией до 22 июля 1944 года.

## Создание гетто
Реализуя нацистскую программу уничтожения евреев, немцы создавали гетто почти во всех городах и населённых пунктах Беларуси, где проживало еврейское население. Так и в Томашовке оккупанты в июле 1942 года создали гетто под названием «Фирма Райнеке». Туда были согнаны примерно 2200 евреев — не только местных, но и из ближайших местечек.
Гетто занимало площадь в 1,5 квадратных километра. Умирающих от голода и холода полураздетых узников постоянно избивали.

## Уничтожение гетто

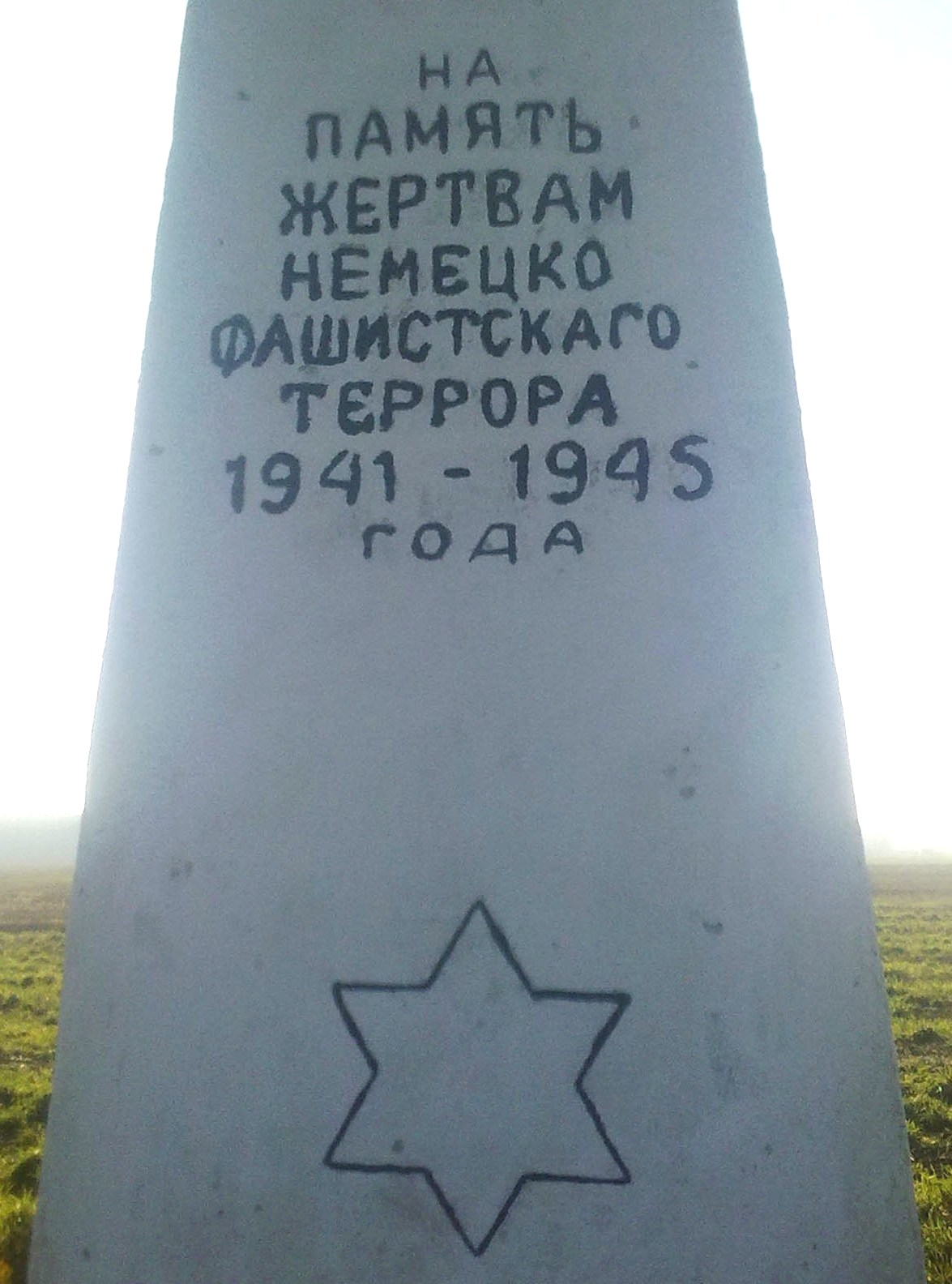
Надпись на памятнике евреям — узникам гетто в Томашовке (1954 год)

Систематические массовые убийства начали проводиться сразу после организации гетто. Расстрелы проводили размещённые в Домачеве кавалерийский эскадрон жандармерии, полиция и зондеркоманда СД. Более 500 евреев Томашовского гетто были умерщвлены в душегубках.
По одним данным, к концу июля, по другим — 20 сентября 1942 года все евреи в Томашовке были убиты. Последних узников убивали в течение четырёх дней на Комаровском поле у противотанкового рва в 1,5 километрах к юго-востоку от деревни, в 500 метрах по правую сторону дороги Влодава-Брест.

## Память
В 1954 году на могиле жертв геноцида евреев был установлен обелиск. В «Книге Памяти» Брестского района опубликованы неполные списки евреев, убитых в Томашовке.